# 莉萨·施米德拉
莉萨·施米德拉（德語：Lisa Schmidla，1991年6月5日—），德国女子赛艇运动员。她曾代表德国参加2016年夏季奥林匹克运动会赛艇比赛，联同安妮卡特琳·蒂勒、卡丽娜·贝尔和尤利娅·利尔获得女子四人双桨金牌。